# Adina Țuțulan-Șotropa
Adina Țuțulan-Șotropa (* 19. August 1969 in Sibiu) ist eine ehemalige rumänische Biathletin und Skilangläuferin.
Adina Țuțulan-Șotropa war zunächst als Skilangläuferin aktiv. Schon im Alter von 18 Jahren nahm sie 1988 in Calgary erstmals an Olympischen Winterspielen teil. Über 10 Kilometer wurde sie 47., über 20 Kilometer 46. Zudem erreichte sie mit Ileana Ianoșiu-Hangan, Mihaela Cârstoi und Rodica Drăguș im Staffelrennen den 12. Platz. Nachdem Biathlon zum olympischen Sport wurde, wechselte die Rumänin zu der Sportart und nahm 1990 erstmals in Minsk und Oslo an den Weltmeisterschaften teil, wo sie 43. des Einzels wurde. Ein Jahr später kam in Lahti Platz 43 im Sprint und 21 im Einzel hinzu. 1992 nahm die Rumänin in Albertville an den erstmals ausgetragenen olympischen Biathlon-Wettbewerben für Frauen teil. Im Sprint wurde Țuțulan-Șotropa 38., im Einzel 41. und an der Seite von Mihaela Cârstoi und Ileana Ianoșiu-Hangan, die ebenfalls von Skilanglauf zum Biathlonsport gewechselt waren, Staffelzehnte. Im zwischenolympischen Jahr folgten die Weltmeisterschaften 1993 in Borowetz, wo Țuțulan-Șotropa 31. des Einzels, 32. des Sprints und mit Daniela Gârbacea, Monica Jauca, Mihaela Cârstoi Elfte des Staffelwettbewerbs wurde. 1994 folgten in Lillehammer die dritten Olympischen Spiele der Rumänin. Sie erreichte im Einzel mit einem 18. Platz ihr bestes Ergebnis bei einer internationalen Meisterschaft, kam im Sprint auf Rang 55 und wurde mit Adina Țuțulan-Șotropa, Ana Roman und Mihaela Cârstoi als Startläuferin 16. mit der Staffel. In Antholz folgten die Weltmeisterschaften 1995, wo Țuțulan-Șotropa 43. des Einzels und 46. des Sprints wurde. Letzte internationale Meisterschaften wurden die Weltmeisterschaften 1996 in Ruhpolding, bei denen sie die Plätze 40 im Sprint und 41 im Einzel belegte.
Bis 1999 nahm Țuțulan-Șotropa regelmäßig an Rennen des Weltcups teil, Platzierungen in den Punkterängen wie als 16. bei einem Einzel 1993 in Antholz blieben die Ausnahme. 1999 beendete sie ihre Karriere.

## Biathlon-Weltcup-Platzierungen
Die Tabelle zeigt alle Platzierungen (je nach Austragungsjahr einschließlich Olympische Spiele und Weltmeisterschaften).
- 1.–3. Platz: Anzahl der Podiumsplatzierungen
- Top 10: Anzahl der Platzierungen unter den ersten zehn (einschließlich Podium)
- Punkteränge: Anzahl der Platzierungen innerhalb der Punkteränge (einschließlich Podium und Top 10)
- Starts: Anzahl gelaufener Rennen in der jeweiligen Disziplin
- Staffel: inklusive Mixed-Staffel

| Platzierung                                                                                          | Einzel | Sprint | Verfolgung | Massenstart | Team | Staffel | Gesamt |
| --- | ------ | ------ | ---------- | ----------- | ---- | ------- | ------ |
| 1. Platz                                                                                             |        |        |            |             |      |         |        |
| 2. Platz                                                                                             |        |        |            |             |      |         |        |
| 3. Platz                                                                                             |        |        |            |             |      |         |        |
| Top 10                                                                                               |        |        |            |             |      | 1       | 1      |
| Punkteränge                                                                                          | 3      |        |            |             | 1    | 2       | 6      |
| Starts                                                                                               | 21     | 24     | 1          |             | 1    | 2       | 49     |
| Stand: Karriereende, einschließlich Olympischer Spiele und Weltmeisterschaften, Daten nicht komplett |        |        |            |             |      |         |        |